# Ancylodonta tristis
Ancylodonta tristis är en skalbaggsart som beskrevs av Blanchard 1851. Ancylodonta tristis ingår i släktet Ancylodonta och familjen långhorningar. Inga underarter finns listade i Catalogue of Life.